# First Division 2011-2012 (Hong Kong)
La Hong Kong First Division League 2011-2012 è la 100ª edizione della massima competizione nazionale per club di Hong Kong, la squadra campione in carica è il Kitchee Sports Club.

## Allenatori
| Team                   | Allenatore         |
| ---------------------- | ------------------ |
| Rangers                | Tim Bredbury       |
| Citizen                | Chu Kwok Kuen      |
| Hong Kong Sapling      | Paul Foster        |
| Kitchee                | Josep Gombau       |
| Wofoo Tai Po           | Cheung Po Chun     |
| Sham Shui Po           | Lee Chi Kin        |
| South China            | Ján Kocian         |
| Sunray Cave JC Sun Hei | José Ricardo Rambo |
| TSW Pegasus            | Chan Hiu Ming      |
| Tuen Mun               | Yan Lik Kin        |

## Classifica
|                      | Pos. | Squadra           | Pt | G  | V  | N | P  | GF | GS | DR  |
| -------------------- | ---- | ----------------- | -- | -- | -- | - | -- | -- | -- | --- |
| Hong Kong (bandiera) | 1.   | Kitchee           | 42 | 18 | 13 | 3 | 1  | 34 | 16 | +18 |
|                      | 2.   | TSW Pegasus       | 38 | 18 | 12 | 1 | 4  | 41 | 13 | +28 |
|                      | 3.   | South China       | 36 | 18 | 10 | 4 | 4  | 34 | 25 | +9  |
|                      | 4.   | Sun Hei           | 28 | 18 | 8  | 2 | 6  | 23 | 26 | -3  |
|                      | 5.   | Citizen           | 23 | 18 | 5  | 3 | 9  | 24 | 24 | 0   |
|                      | 6.   | Tuen Mun          | 23 | 18 | 5  | 3 | 9  | 29 | 33 | -4  |
|                      | 7.   | Biu Chun Rangers  | 22 | 18 | 6  | 2 | 10 | 20 | 29 | -9  |
|                      | 8.   | Tai Po            | 20 | 18 | 6  | 4 | 9  | 23 | 29 | -6  |
|                      | 9.   | Hong Kong Sapling | 10 | 18 | 5  | 3 | 10 | 16 | 28 | -12 |
|                      | 10.  | Sham Shui Po      | 6  | 18 | 1  | 3 | 11 | 19 | 36 | -17 |

Legenda:

      Campione di Hong Kong e ammessa alla Coppa dell'AFC 2013
      Ammessa alla Coppa dell'AFC 2013 come vincitrice della Coppa di Hong Kong Senior Challenge Shield 2011-2012
      Retrocesse in Hong Kong Second Division League 2012-2013
Note:

Tre punti a vittoria, uno a pareggio, zero a sconfitta.